# Hypnum trichocladon
Hypnum trichocladon là một loài Rêu trong họ Hypnaceae. Loài này được Dozy & Molk. mô tả khoa học đầu tiên năm 1866.